# Ерміт бразильський
Ермі́т бразильський (Anopetia gounellei) — вид серпокрильцеподібних птахів родини колібрієвих (Trochilidae). Ендемік Бразилії. Вид названий на честь французького ентомолога і натураліста Пьєра-Еміля Гунеля. Це єдиний представник монотипового роду Бразильський ерміт (Anopetia).

## Опис
Довжина птаха становить 11-12,6 см, вага 2,6-3,4 г. Довжина крила становить 5,3 см, хвоста 4,5 см. Верхня частина тіла сіро-бронзово-зелені, нижня частина спини має блідо-іржастий відтінок. Через очі ідуть гирокі чорні смуги, окаймлені білими "бровами" і "вусами". Горло світло-рудувато-коричневе, груди і боки світло-сірувато-коричневі або блідо-охристі, центральна частина живота білувата, гузка світло-охриста. Стернові пера бронзово-зелені з чорною смугою на кінці і широкими білими кінчиками, центральні стернові пера дещо видовжені. Дзьоб довгий, вигнутий, зверху чорно-коричневий, біля основи оливково-зелений, знизу зеленувато-жовтий. Лапи чорнувато-коричневі. Виду не притаманний статевий диморфізм.

## Поширення і екологія
Бразильські ерміти мешкають на північному сході Бразилії, в штатах Сеара, Піауї, Пернамбуку і Баїя. Вони живуть в сухих тропічних лісах, рідколіссях і чагарникових заростях каатинга та в саванах серрадо, на висоті від 500 до 700 м над рівнем моря. Живляться нектаром квітів, пересуваючись за певним маршрутом, а також доповнюють раціон дрібними комахами і павуками. Ведуть переважно осілий спосіб життя. Сезон розмноження триває з грудня по лютий. Гніздо конусоподібне, підвішується під широким листом. В кладці 2 яйця.